# 5591 Koyo
5591 Koyo eller 1990 VF2 är en asteroid i huvudbältet som upptäcktes den 10 november 1990 av den japanska astronomen Takeshi Urata vid Nihondaira-observatoriet. Den är uppkallad efter den japanske astronomen Kōyō Kawanishi.
Asteroiden har en diameter på ungefär 17 kilometer och den tillhör asteroidgruppen Hoffmeister.